# جنگل‌های خشک چیکوئیتانو
جنگل‌های خشک چیکوئیتانو (به اسپانیایی: Bosque chiquitano) یک منطقهٔ مسکونی و جنگل در بولیوی است.